# Кудринський Участок
Ку́дринський Уча́сток (рос. Кудринский Участок) — присілок у складі Томського району Томської області, Росія. Входить до складу Зоркальцевського сільського поселення.

## Населення
Населення — 382 особи (2010; 329 у 2002).
Національний склад (станом на 2002 рік):
- росіяни — 86 %